# Callophrys suffusa
Callophrys suffusa är en fjärilsart som beskrevs av Tutt 1907. Callophrys suffusa ingår i släktet Callophrys och familjen juvelvingar. Inga underarter finns listade i Catalogue of Life.